# Paweł Wypych

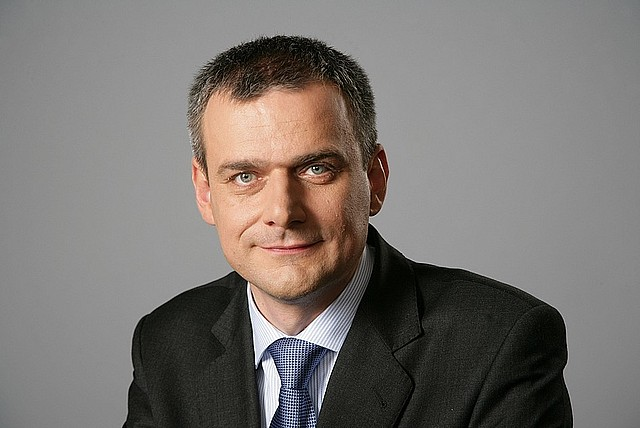
Paweł Wypych (2009)

Paweł Wypych (* 20. Februar 1968 in Otwock; † 10. April 2010 in Smolensk, Russland) war ein polnischer Politiker, Staatssekretär, Vizeminister und Vorstandsvorsitzender der polnischen Anstalt der Sozialversicherungen (Zakład Ubezpieczeń Społecznych) und ab 2009 Staatssekretär in der Präsidentenkanzlei.

## Leben
Wypych beendete sein Studium am Institut für soziale Vorbeugung und Resozialisation (Instytut Profilaktyki Społecznej i Resocjalizacji) sowie an der Fakultät für Geschichte der Universität Warschau. Er war ebenso Absolvent eines Aufbaustudiums im Organisationsbereich für Soziale Sicherheit an der Fakultät für Journalismus und politische Wissenschaft der Universität Warschau sowie im Bereich der öffentlichen Verwaltung an der Hochschule für Unternehmen und Verwaltung (Wyższa Szkoła Przedsiębiorczości i Zarządzania im. Leona Koźmińskiego). In den Jahren 1987 bis 1999 war Wypych Pfadfinderleiter in der polnischen Pfadfinderorganisation Związek Harcerstwa Rzeczypospolitej.
Von 1990 bis 2003 war Wypych Abgeordneter im Warschauer Bezirksrat, zunächst für die Solidarność und später für das „Bewohnerforum Praga-Południe“, die Unia Wolności und die Prawo i Sprawiedliwość. In den Jahren 1996 bis 1999 war er Assistent am kriminologischen Institut für Rechtswissenschaften (Zakład Kryminologii Instytutu Nauk Prawnych) der Polnischen Akademie der Wissenschaften, anschließend Direktor des Warschauer Zentrums für Familienhilfe (Warszawskie Centrum Pomocy Rodzinie), und ab 2002 Direktor im Büro für Sozialpolitik der Hauptstadt Warschau.
Ab dem 30. November 2005 bis zum 7. August 2006 war Wypych Staatssekretär im Ministerium für Arbeit und Sozialpolitik (Ministerstwo Pracy i Polityki Społecznej), wurde dort Amtbevollmächtigter, zuständig für Behindertenangelegenheiten. Ab dem 7. Februar 2007 bis zum 1. Juni 2007 war er Vizeminister in der Kanzlei des Premierministers (Kancelaria Prezesa Rady Ministrów), anschließend war er ab dem 26. November 2007 Präsident der polnischen Anstalt der Sozialversicherungsgemeinschaft (Zakład Ubezpieczeń Społecznych) auf Empfehlung der nationalkonservativen Partei Recht und Gerechtigkeit (Prawo i Sprawiedliwość; PiS). Am 11. Dezember 2007 wurde Wypych Berater des Präsidenten Lech Kaczyński, zuständig für Arbeit und Sozialpolitik, und am 30. April 2009 Staatssekretär in der Präsidentenkanzlei, zuständig für Soziales.
Am 10. April 2010 gehörte Wypych zu einer polnischen Delegation um Staatspräsident Lech Kaczyński, die anlässlich des siebzigsten Jahrestages des Massakers von Katyn zur Gedenkstätte nach Russland reisen sollte. Bei einem Flugunfall der Delegation nahe dem Militärflugplatz Smolensk-Nord kam er jedoch gemeinsam mit weiteren hochrangigen Repräsentanten Polens ums Leben.
Paweł Wypych war mit der späteren Sejm-Abgeordneten Małgorzata Wypych verheiratet und hatte zwei Kinder. Postum wurde ihm am 16. April 2010 das Komturkreuz des Ordens Polonia Restituta (Krzyż Komandorski Orderu Odrodzenia Polski) verliehen.

## Verweise